# Trimezia juncifolia
Trimezia juncifolia là một loài thực vật có hoa trong họ Diên vĩ. Loài này được (Klatt) Benth. & Hook.f. miêu tả khoa học đầu tiên năm 1883.